# ملیک (روستا)
ملیک، روستایی است از توابع بخش مرکزی شهرستان ساری در استان مازندران ایران.

## جمعیت
این روستا در دهستان اسفیورد شوراب قرار داشته و براساس آخرین سرشماری مرکز آمار ایران که در سال ۱۳۸۵ صورت گرفته، جمعیت آن ۳۲۹نفر (۸۷خانوار) بوده‌است.